# Cryptocephalus bahilloi
Cryptocephalus bahilloi là một loài bọ cánh cứng trong họ Chrysomelidae. Loài này được Lopez-Colon miêu tả khoa học năm 2003.